# M'balia Marichal
M'balia Marichal Ibar (Ciudad de México, 3 de febrero de 1979), conocida por su nombre artístico M'balia Marichal, es una actriz y cantante mexicana de ascendencia cubana.

## Biografía
Sus padres son cubanos, Rosario Ibar y Pablo Marichal, y es la hermana de Kalimba Marichal.
Su primer trabajo en el medio de la farándula fue a los tres años de edad, haciendo comerciales de triciclos y refrescos; posteriormente entró al elenco de "Chiquilladas", de donde salió para entrar a la obra de teatro infantil Romeo y Julieta, en donde fue protagonista durante seis meses y a pesar de su corta edad realizó una gira al Festival Cervantino presentando esa obra. Después regresó a Chiquilladas, de donde volvió a salir para incursionar de nuevo en el mundo del teatro, en la obra La maestra Milagrosa, a lado de Silvia Pasquel. Tiempo después continuó haciendo comerciales para televisión y doblajes. 
En 1989, hizo audiciones con Julissa para entrar al grupo, y después de tantas pruebas de canto, baile y actuación, ya formaba parte de Vaselina Show, hasta que se aceptó el proyecto La Onda Vaselina (después llamado OV7). En enero de 1990, les dieron luz verde y grabaron su primer disco.
En 2003, la banda llega a su final decidiendo separarse y continuar con carreras en solitario.
En 2010, OV7 hace su regreso en un disco Primera Fila. M'balia regresa pero su hermano Kalimba no.
En 2011, ella misma decide salirse de la banda por motivos personales quedando sólo 5 integrantes.
En 2015, regresa una vez más a ser parte de la agrupación, reemplazando a Mariana y Lidia en la Gira Ov7/Kabah.
En 2020, participó en la gira que se hizo por los 30 años de OV7 y en entrevistas habló sobre los problemas de discriminación racial que había experimentado tanto ella como su familia.
En noviembre de 2022, se casó con su novio Alex Tinajero, quien pertenece a la comunidad trans, lo que causó revuelo en medios de comunicación.